# Alcuin
Flaccus Albinus Alcuin (omkring 735 – 19. maj 804) var munk i York. Han var beslægtet med Willibrord, den angelsaksiske missionær blandt friserne, der arbejdede for den første biskop af Utrecht og skrev biografien om ham.
Alcuin af York fik en lang karriere som lærer og lærd, først ved skolen i York og til sidst som Karl den Stores vigtigste rådgiver i kirkelige og uddannelsesmæssige sager. Fra 796 og indtil sin død var han abbed for det store kloster Saint-Martin i Tours.

## Baggrund
Han blev uddannet ved katedralskolen i York af den afholdte mester, Ethelbert af York, som han også fulgte til Rom under hans søgen efter håndskrifter. Da Ethelbert blev udnævnt til ærkebiskop af York i 766, blev Alcuin hans efterfølger som leder af bispeskolen. Han rejste atter til Rom i 780 for at hente palliet til ærkebiskop Eanbald 1. af York. Det var på denne rejse, hvor han i Parma mødte Karl den Store, som overtalte ham til at besøge hoffet i Aachen og overdrog ham ejendomsretten til de rige abbedier Ferrieres og Saint-Loup i Troyes.

## Karl den Store
Fra 782 til 790 var Alcuin lærer for frankernes konge, hans slægtninge, for unge mænd, som var kommet til hoffet for at blive uddannet og for de unge præster, der var knyttet til paladsets kirke. Han blev paladsakademiets drivende kraft, og der er bevaret eksempler på de intellektuelle øvelser, som man dyrkede, f.eks. Dialogen mellem Pepin [Karls søn] og Alcuin. Et andet redskab i indsatsen for en reform af uddannelsen findes i Karls cirkulære De Litteris Colendis = "Om litterære studier", som er skrevet af Alcuin.
I 790 rejste Alcuin hjem til England, som han altid var nært knyttet til, og blev der et stykke tid, men Karl den Store bad ham komme tilbage og hjælpe til med at bekæmpe adoptionismen, en kættersk retning som var i stærk fremgang i Nordspanien på dette tidspunkt. Ved synoden i Frankfurt 794 talte Alcuin for den rette tro og opnåede ved den følgende synode i Aachen (799) at få bandlyst den kætterske Felix af Urgel. Efter den sejr rejste han atter hjem, men på grund af de urolige forhold, som opstod der, og som førte til kong Ethelreds død i 796, forlod han landet for bestandig. Karl den Store havde tidligere givet ham det rige abbedi Saint-Martin i Tours, og her tilbragte han sine sidste år.

## Betydning
Han omdannede abbediets skole til et mønstereksempel, og mange elever strømmede dertil. Han lod mange manuskripter afskrive med en kalligrafi, som er enestående smuk. I den forbindelse betragtes Alcuin som én af dem, der udviklede den karolingiske minuskel, en skrift, der udelukkende brugte "små" bogstaver. Han skrev mange breve til sine venner i England, til Arno, som var biskop af Salzburg, men først og fremmest til Karl den Store. Af disse breve er de 311 bevaret, og de er hovedsagelig fyldt med fromme overvejelser, men samtidig er de en guldgrube af viden om tidens litterære og sociale forhold, og de er den mest pålidelige kilde til den karolingiske humanisme. Desuden oplærte han utallige munke i abbediet i den kristne tro, og han døde midt i dette værk.
Alcuin er den mest fremtrædende skikkelse i den karolingiske renæssance, som opdeles i tre perioder: I den første, der varer, indtil Alcuin ankom til hoffet, er italienske lærde de mest betydningsfulde. I den anden er Alcuin og andre angelsaksere de dominerende. I den tredje, der begyndte ved Alcuins død i 804, er vestgoteren Theodulf den mest afgørende.

## Værker
Alcuin tilførte frankerne det kendskab om romersk kultur, som fandtes i England, og en del af hans egne værker findes stadig. Ud over brevene drejer det sig om hans lige så interessante digte. Ud over nogle yndefulde epistler i Fortunatus' stil skrev han lange digte, f.eks. en historisk beretning på vers om kirken i York: Versus de patribus, regibus et sanctis Eboracensis ecclesiae (= "Digte om kirkefædre, konger og helgener ved Yorks kirke").
Desuden tilskriver man ham nogle vejledninger i uddannelsesarbejde, en grammatik og arbejder om retorik og samtalekunst. De er skrevet i form af dialoger, og i de to sidste er det Karl den Store og Alcuin selv, der taler. Han skrev også adskillige teologiske afhandlinger: om Troen på Treenigheden, bibelkommentarer osv.
Man anser Alcuin for at være forfatter eller i det mindste medforfatter af Capitulare de villis vel curtis imperii (= "Lovbestemmelser for kejserrigets domæner eller hoffer"). Denne række af edikter henvender sig til illici, dvs. de kongelige domæners fogeder, og den begynder sådan: "For at vort domæne skal plejes ordentligt og for at ingen skal føre det ud i fattigdom…"
Kapitulariet er et vigtigt kildeskrift til vores viden om hverdagslivet på Karl den Stores tid, fordi det er forfattet i kejserens nærhed, og fordi det er overleveret i et originalt håndskrift. Ifølge specialister på området må kapitulariet for størstedelen skyldes én af kongens bedste skrivere. Man peger i dag på Alcuin af følgende grunde: Han fik i 796 abbediet Saint-Martin i Tours, hvor et stort antal manuskripter blev kopieret, og på et tidspunkt, hvor kapitulariet må være blevet gennemtænkt og nedskrevet. Desuden måtte forfatteren være i besiddelse af viden inden for landbrug, botanik og farmakologi samtidig med at være rådgiver for kejseren, som har udnævnt ham til leder af hofskolen. Alcuin var den eneste karolingiske lærde, som passer fuldstændigt til denne beskrivelse. Oven i købet rådede han over et mandskab, som kunne gå i dybden med meget specielle områder: pasning af bistader og fiskedamme, passende arbejdstøj, lægeurtehaven…